# FTR (catch)
Pour les articles homonymes, voir FTR.
 (juin 2021).
FTR (anciennement The Revival) est une équipe de catcheurs Heel, composée de Cash Wheeler et Dax Harwood. Ils travaillent actuellement à la All Elite Wrestling. 
L'équipe se forme à la World Wrestling Entertainment en 2014 dans l'émission NXT et remportent à deux reprises les titres par équipes de NXT, les titres par équipes de Raw, et à une reprise les titres par équipes de SmackDown et le titre 24/7 de la WWE .

## Carrière

### World Wrestling Entertainment (2014-2020)

#### Débuts àNXTet doubles champions par équipes deNXT(2014-2017)
Le 17 juillet 2014 à NXT, ils font leurs débuts dans le show jaune en tant que Heel, sous le nom de The Mechanics, disputent leur premier match, mais perdent face à Bull Dempsey et Mojo Rawley. 
Le 7 octobre 2015 à NXT TakeOver: Respect, ils atteignent la demi-finale du tournoi Dusty Rhodes Tag Team Classic, mais ne se qualifient pas pour la finale, battus par Finn Bálor et Samoa Joe. Le 22 octobre à NXT, ils deviennent les nouveaux champions par équipes de NXT en battant les Vaudevillains (Aiden English et Simon Gotch) et remportent les titres pour la première fois de leurs carrières. Le 16 décembre à NXT TakeOver: London, ils conservent leurs titres en battant Enzo Amore et Colin Cassady. 
Le 1er avril 2016 à NXT TakeOver: Dallas, ils changent leur nom d'équipe pour The Revival, mais ne conservent pas leurs ceintures, battus par American Alpha (Chad Gable et Jason Jordan), ce qui met fin à un règne de 162 jours. Le 8 juin à NXT TakeOver: The End, ils redeviennent champions par équipes de NXT, pour la seconde fois, en prenant leur revanche sur leurs mêmes adversaires.
Le 20 août à NXT TakeOver: Brooklyn II, ils conservent leurs titres en battant #DIY (Johnny Gargano et Tommaso Ciampa). 
Le 19 novembre à NXT TakeOver: Toronto, ils ne conservent pas leurs ceintures, battus par leurs mêmes adversaires dans un 2 Out of 3 Falls match (1-2), ce qui met fin à un règne de 164 jours. 
Le 1er avril 2017 à NXT TakeOver: Orlando, ils ne remportent pas les titres par équipes de NXT, battus par les AOP (Akam et Rezar) dans un Triple Threat Elimination Tag Team match qui inclut également #DIY (Johnny Gargano et Tommaso Ciampa).

#### Débuts àRawet doubles champions par équipes deRaw(2017-2019)
Le 3 avril 2017 à Raw, ils font leurs débuts dans le show rouge, disputent leur premiet match et battent le New Day.
Le 28 janvier 2018 lors du pré-show au Royal Rumble, ils battent The Club (The Good Brothers).
Le 8 avril lors du pré-show à WrestleMania 34, ils ne remportent pas la André the Giant Memorial Battle Royal, gagnée par Matt Hardy.
Le 19 août lors du pré-show à  SummerSlam, ils ne remportent pas les titres par équipe de Raw, battus par la B-Team.
Le 18 novembre lors du pré-show aux Survivor Series, l'équipe Raw, dont ils font partie, perd face à celle de SmackDown  dans un Man's 10-on-10 Tradtional Survivor Series Elimination Tag Team match.
Le 21 janvier 2019 à Raw, ils ne remportent pas les titres par équipes de Raw, battus par Bobby Roode et Chad Gable, avec Curt Hawkins comme arbitre spécial du match. Après le combat, ils effectuent un Heel Turn en attaquant ce dernier, qui sera sauvé par Zack Ryder. Le 11 février à Raw, ils deviennent les nouveaux champions par équipes de Raw en prenant leur revanche sur leurs mêmes adversaires et remportent les titres pour la première fois de leurs carrières. Le 10 mars à Fastlane, ils conservent leurs titres en battant Bobby Roode, Chad Gable, Ricochet et Aleister Black dans un Triple Threat Tag Team match.
Le 7 avril lors du pré-show à WrestleMania 35, ils ne conservent pas leurs ceintures, battus par Curt Hawkins et Zack Ryder, ce qui met fin à un règne de 55 jours. Le 10 juin à Raw, ils redeviennent champions par équipes de Raw, pour la seconde fois, en prenant leur revanche sur leurs mêmes adversaires et en battant les Usos dans un Triple Threat Tag Team match=. 
Le 29 juillet à Raw, ils ne conservent pas leurs ceintures, battus par les Good Brothers dans la même stipulation qui inclut également les Usos, ce qui met fin à un règne de 49 jours.

#### Champions par équipes deSmackDownet départ (2019-2020)
Le 15 septembre à Clash of Champions, ils deviennent les nouveaux champions par équipes de SmackDown en battant le New Day (Xavier Woods et Big E) et remportent les titres pour la première fois de leurs carrières.  
Le 8 novembre à SmackDown Live, ils ne conservent pas leurs ceintures, battus par leurs mêmes adversaires, ce qui met fin à un règne de 44 jours. Le 15 décembre à TLC, ils ne remportent pas les titres par équipes de SmackDown, battus par le New Day dans un Ladder match.
Le 10 avril 2020, la WWE annonce la libération de contrat des deux hommes, ayant demandé à quitter la compagnie depuis des mois.

### All Elite Wrestling (2020-...)

#### Débuts et champions par équipes de la AEW (2020)
Le 27 mai à Dynamite, l'équipe fait ses débuts en tant que Face, sous le nom de FTR, et viennent en aide aux Young Bucks, attaqués par The Butcher et The Blade. Le 10 juin à Dynamite, ils disputent leur premier match et battent The Butcher et The Blade. 
Le 12 août à Dynamite, alors qu'une bagarre éclate entre Ricky Morton et Tully Blanchard durant une réunion qui rassemble les équipes, ils effectuent un Heel Turn, car ils attaquent le premier. Le 5 septembre à All Out, ils deviennent les nouveaux champions du monde par équipes de la AEW en battant "Hangman" Adam Page et Kenny Omega. 
Le 7 novembre à Full Gear, ils ne conservent pas leurs ceintures, battus par les Young Bucks, ce qui met fin à un règne de 63 jours.

#### The Pinnacle, champions du monde par équipes de la AAA et champions par équipes de la IWGP (2021-2022)
Le 10 mars 2021 à Dynamite, MJF présente son nouveau clan: The Pinnacle, composé de Tully Blanchard, Shawn Spears, Wardlow, lui-même et eux, après avoir été renvoyé du Inner Circle, ce qui déclenche une bagarre entre les 10 hommes, où ils tabassent leurs adversaires. 
Le 30 mai à Double or Nothing, le clan perd face au clan rival dans un Stadium Stampede match. 
Le 16 octobre à Dynamite, ils deviennent les nouveaux champions du monde par équipes de la AAA en battant les Lucha Brothers. Le 13 novembre à Full Gear, ils ne remportent pas les titres mondiaux par équipes de la AEW, battus par leurs mêmes adversaires. Le 4 décembre à Triplemania Regia II, ils conservent leurs titres en rebattant les frères luchadors dans un Ladder match. 
Le 26 juin 2022 à Forbidden Door, ils conservent leurs titres par équipes de la ROH et de la AAA, puis deviennent les nouveaux champions par équipes de la IWGP en battant The United Empire (Great-O-Khan et Jeff Cobb) et Roppongi Vice (Trent Beretta et Rocky Romero) dans un 3-Way Winner Takes All Tag Team match,  remportent les titres pour la première fois de leurs carrières et, de ce fait, deviennent triples champions.
Le 4 septembre à All Out, Wardlow et eux battent Jay Lethal et The Motor City Machine Guns (Chris Sabin et Alex Shelley) dans un Trios Tag Team match.
Le 28 décembre à AAA Gira Aniversario XXX Noche De Campeones, ils ne conservent pas leurs ceintures par équipes de la AAA, battus par la Facción Ingobernable (Dragon Lee et Dralistico).

#### Retour, doubles champions du monde par équipes et diverses rivalités (2023-2024)
Le 5 mars 2023 à Revolution, après la conservation des titres mondiaux par équipe de la AEW des Gunns sur les Acclaimed, Jeff Jarrett, Jay Lethal, Orange Cassidy et Danhausen dans un Fatal 4-Way Tag Team match, ils font leur retour après deux mois d'absence, à la suite d'une pause, et poussent les deux frères à prendre la fuite. 
Le 5 avril à Dynamite, ils redeviennent champions du monde par équipes, pour la seconde fois, en battant les Gunns dans un Title vs. Career match et conservent leurs places au sein de la compagnie. Le 28 mai à Double or Nothing, ils conservent leurs titres en battant Jay Lethal et Jeff Jarrett.
Le 27 août à All In, ils conservent leurs titres en battant les Young Bucks. Le 3 septembre à All Out, leurs rivaux et eux perdent face au Bullet Club Gold (Jay White, Juice Robinson et les Gunns) dans un 8-Man Tag Team match.
Le 1er octobre à WrestleDream, ils conservent leurs titres en battant Aussie Open (Kyle Fletcher et Mark Davis). 6 soirs plus tard à Collision, ils ne conservent pas leurs ceintures, battus par Ricky Starks et Big Bill. Le 18 novembre à Full Gear, ils ne remportent pas les ceintures, rebattus par leurs mêmes adversaires dans un 4-Way Tag Team Ladder match qui inclut également La Facción Ingobernable (Rush et Dralistico) et Kings of the Black Throne (Malakai Black et Brody King). 
Le 3 mars 2024 à Revolution, ils perdent face au Blackpool Combat Club (Jon Moxley et Claudio Castagnoli). 
Le 21 avril à Dynasty, ils ne remportent pas les ceintures par équipes vacantes, battus par les Young Bucks en finale dans un Ladder match à la suite d'une intervention extérieure de Jack Perry. Le 26 mai à Double or Nothing, Bryan Danielson, Darby Allin et eux perdent face à l'Elite (Kazuchika Okada, les Young Bucks et Jack Perry) dans un Anarchy in the Arena match.
Le 25 août à All In, ils ne remportent pas les ceintures, rebattus par leurs mêmes adversaires dans un 3-Way Tag Team match qui inclut également The Acclaimed. 

#### Alliance avec Stokely Hathaway (2025-...)
Le 6 avril 2025 à Dynasty, Cope et eux ne remportent pas les titres Trios, battus par les Death Riders dans un Trios match. Après le combat, ils effectuent un Heel Turn et se retournent contre leur ancien partenaire. Le 24 avril à Dynamite, Stokely Hathaway s'allie à eux et devient officiellement leur manager. Le 25 mai à Double or Nothing, ils battent Daniel Garcia et Nigel McGuinness.

### Ring Of Honor (2021-...)
Le 11 décembre à Final Battle, ils effectuent une apparition surprise, à la Ring of Honor, en attaquant les Briscoe Brothers (Jay Briscoe et Mark Briscoe).
Le 1er avril 2022 à SuperCard Of Honor XV, ils deviennent les nouveaux champions du monde par équipe de la ROH en battant les Briscoe Brothers. Après le combat, ils effectuent un Face Turn en se courbant et prenant leurs adversaires dans les bras, mais les Young Bucks attaquent les anciens champions par équipe de la compagnie.
Le 23 juillet à ROH Death Before Dishonor 2022, ils conservent leurs titres en battant leurs mêmes adversaires dans un 2 Out of 3 Falls Match.
Le 10 décembre à Final Battle, ils perdent le match revanche face à ces derniers dans un Double Dog Collar match, ne conservant pas leurs titres et mettant fin à un règne de 253 jours.

### New Japan Pro Wrestling (2022-2023)
Le 26 juin 2022 à AEW × NJPW: Forbidden Door, ils conservent leurs titres par équipe de la ROH et de la AAA, puis deviennent les nouveaux champions par équipe de la IWGP en battant The United Empire (Great-O-Khan et Jeff Cobb) et Roppongi Vice (Trent Beretta et Rocky Romero) dans un 3-Way Winner Takes All Tag Team match, remportant les titres pour la première fois de leurs carrières et devenant également triples champions par équipe.
Le 4 janvier 2023 à NJPW Wrestle Kingdom 17, ils perdent face à Bishamon (Hirooki Goto et Yoshi-Hashi), ne conservant pas leurs titres par équipe de la IWGP et mettant fin à un règne de 192 jours.

## Palmarès
- All Elite Wrestling
  - 2 fois Champions du monde par équipe de la AEW

- New Japan Pro Wrestling
  - 1 fois IWGP Tag Team Championship

- Lucha Libre AAA Worldwide
  - 1 fois Champions du monde par équipe de la AAA

- Ring of Honor
  - 1 fois Champions du monde par équipe de la ROH

- World Wrestling Entertainment (WWE/NXT)
  - 1 fois Champions par équipe de SmackDown
  - 2 fois Champions par équipe de Raw
  - 2 fois Champions par équipe de NXT
  - 1 fois Champions 24/7 de la WWE
  - 1ers WWE Tag Team Triple Crown Champions
  - Tag Team of the Year (2016)
  - Match of the Year (2016) vs. #DIY (Johnny Gargano et Tommaso Ciampa) dans un 2-out-of-3 Falls match pour les NXT Tag Team Championships à NXT Takeover: Toronto

## Récompenses des magazines
- Wrestling Observer Newsletter

| # | Résultat | Adversaire                                         | Évènement                      | Date             | Durée | Lieu                                 | Notes |
| - | -------- | -------------------------------------------------- | ------------------------------ | ---------------- | ----- | ------------------------------------ | --- |
| 1 | Défaite  | The Young Bucks                                    | AEW Full Gear (2020)           | 7 novembre 2020  | 28:35 | Daily's Place, Jacksonville, Floride | Il s'agit d'un match par équipe pour le Championnat du monde par équipe de la AEW détenu par FTR. Il obtient la note de 5.25. |
| 2 | Victoire | The Briscoe Brothers (Jay Briscoe et Mark Briscoe) | ROH Supercard Of Honor 2022    | 1er avril 2022   | 27:25 | Garland, Texas                       | Il s'agit d'un match par équipe pour le Championnat du monde par équipe de la ROH détenu par les Briscoes Brothers.           |
| 3 | Victoire | The Briscoe Brothers (Jay Briscoe et Mark Briscoe) | ROH Death Before Dishonor 2022 | 23 juillet 2022  | 43:26 | Garland, Texas                       | Il s'agit d'un Best Two Out Of Three Falls Match pour le Championnat du monde par équipe de la ROH détenu par FTR.            |
| 4 | Victoire | Aussie Open (Kyle Fletcher et Mark Davis)          | NJPW Royal Quest II - Tag 1    | 1er octobre 2022 | 31:59 | Londres, Angleterre                  | Il s'agit d'un match par équipe pour les IWGP Tag Team Championship détenu par FTR.                                           |